# Rodelbahn MTV Rosenheim am Tatzelwurm
Die Rodelbahn MTV Rosenheim am Tatzelwurm ist eine 700 Meter lange Rodelbahn oberhalb vom Tatzlwurm am Waldparkplatz im Landkreis Rosenheim in Oberbayern (Deutschland).

## Geschichte
Die Rodelbahn wird zum Teil auf einer bestehenden Forststraße gebaut. Seit dem Jahr 1981 besteht ein Pachtvertrag mit den bayerischen Staatsforsten. Im Jahr 2007 wurde in Abstimmung mit den bayerischen Staatsforsten die Rodelbahn abweichend von der Forststraße auf die jetzige Länge ausgebaut. Bei dem Umbau wurde der Zielauslauf verlegt, ein ganz neuer Startplatz wurde geschaffen und es wurde ein bestehender verwilderter Betriebsweg befahrbar gemacht. Die Rodelstrecke bekam zur Absicherung zusätzliche Betterwände aufgestellt. Die werden nach der Saison wieder abgebaut. In Abstimmung mit den bayerischen Staatsforsten werden die Betterwände immer Ende Oktober Anfang November aufgebaut.
Auf dieser Rodelbahn wurden bisher Deutsche- und bayerische Meisterschaften im Naturbahnrodeln sowie bayerische Meisterschaften im Sportrodeln ausgetragen. Außerdem wurden schon Pokalrennen, Tatzelwurmpokal, Stadtmeisterschaften der Stadt Rosenheim und Vereinsmeisterschaften MTV Rosenheim durchgeführt. Aber seit einigen Jahren werden nur noch Rennen mit Sportrodel durchgeführt.